# Beraterregister
Das Beraterregister ist ein zentrales Register bei der Bundesanstalt für Finanzdienstleistungsaufsicht (BaFin) in der alle Anlageberater der deutschen Banken (genauer: Wertpapierdienstleistungsunternehmen) gespeichert werden.

## Rechtsgrundlage
Am 1. November 2012 ergänzte Art. 1 Nr. 9 des Anlegerschutz- und Funktionsverbesserungsgesetz das Wertpapierhandelsgesetz um einen § 34d Abs. 5 WpHG, der die BaFin zur Speicherung der registrierten Berater in einer Datenbank verpflichtet. Die Bafin erließ am 21. Dezember 2011 die WpHG-Mitarbeiteranzeigeverordnung (WpHGMaAnzV). Die Regelung findet sich seit 2018 in § 87 Absatz 7 des Wertpapierhandelsgesetzes.

## Meldepflichten und Vorgehen
Banken dürfen nur sachkundige und zuverlässige Mitarbeiter zur Anlageberatung, als Vertriebsbeauftragte und als Compliance-Mitarbeiter beschäftigen. Banken müssen alle Mitarbeiter in diesen Arbeitsfeldern vor Arbeitsantritt der BaFin elektronisch melden (§ 87 WpHG und § 7 WpHGMaAnzV). Daneben besteht eine Meldepflicht der Banken bezüglich aller Beschwerden, die gegen die betreffenden Mitarbeiter erhoben werden. Dies gilt auch für unberechtigte, geklärte oder vom Kunden zurückgenommene Beschwerden.
Die BaFin speichert diese Informationen in einer zentralen Datenbank. Laut BaFin waren im ersten Quartal 2013 rund 206.000 Bankmitarbeiter (176.000 Anlageberater, 27.500 Vertriebsbeauftragte und 2.500 Compliance-Beauftragte) davon betroffen.

## Nutzung der Datenbank
Die BaFin hat das Recht, wenn Tatsachen vorliegen, die ergeben, dass Zuverlässigkeit oder Sachkunde von Mitarbeitern nicht vorliegt, für diese ein Berufsverbot auszusprechen, das heißt, diesen die Arbeit in den genannten Bereichen zu untersagen. Die Datenbank soll hierfür die Informationsbasis darstellen. Die BaFin versteht die Beschwerdedatenbank als einen wichtigen Risikoindikator.
Zwischen dem 1. November 2012 und dem 31. März 2013 wurden laut BaFin rund 5000 Beschwerden ausschließlich über Anlageberatungen („Falschberatungen“) erfasst.

## Verfassungsklage
Gegen das Beraterregister läuft eine Verfassungsbeschwerde der Volksbank Göppingen. Wesentliche Punkte sind die Ungleichbehandlung von Bankberatern (die gemeldet werden müssen) und anderen Finanzvertrieben (die nicht gemeldet werden müssen) und der Einschränkung des Grundrechts auf Berufsfreiheit, da die BaFin Berufsverbote verhängen kann.

## Kritik
Der Bundesverband deutscher Banken kritisierte die mit dem Beraterregister verbundene Bürokratie und die im Hinblick auf das verletzte Prinzip der Datensparsamkeit-Problematik des Datenschutzes. Er legte im Gesetzgebungsverfahren ein Alternativkonzept vor, dass jedoch keine Berücksichtigung fand.
Der Verein Deutsche Schutzvereinigung für Wertpapierbesitz kritisierte, dass Verbraucher sich im Vorfeld ihrer Beratung nicht informieren können, ob ihr Berater schon besonders viele Beschwerden habe. Somit könnten Fehler nicht verhindert, sondern nur sanktioniert werden. Außerdem werden freie Finanzberater nicht erfasst.
Bei dem Datenschutz-Negativpreis Big Brother Awards 2013 wurde die BaFin mit dem Beraterregister unter den „tadelnden Erwähnungen“ genannt:

„Das Ziel, Anleger zu schützen, soll erreicht werden, indem das schwächste Glied in der Vertriebskette unter Druck gesetzt wird. Der Druck von Arbeitgebern und Vertriebsleitern, der Ursache für viele Fehler und Beschwerden ist, wird im Beraterregister nicht erfasst.“